# Anna Karlsson (politiker)
Anna Lovisa Karlsson, född 16 juli 1864 i Norrköpings Hedvigs församling i Östergötlands län, död 10 juni 1953 i Norrköpings Hedvigs församling, var en svensk lokalpolitiker (Allmänna valmansförbundet). 

## Biografi
Anna Karlsson blev 1911 en av de första 37 kvinnliga stadsfullmäktige i Sverige, och den första kvinnliga ledamoten i Norrköpings stadsfullmäktige.
Anna Karlsson var dotter till klädfabrikör G. Karlsson och övertog sin fars klädesaffär vid Norra Kungsgatan i Norrköping. Hon beskrivs som en dugande affärskvinna. Hon "har i egenskap af vårdare verkat inom fattigvården".
Anna Karlsson är gravsatt på Matteus begravningsplats i Norrköping.